# Marcus Valerius Maximianus

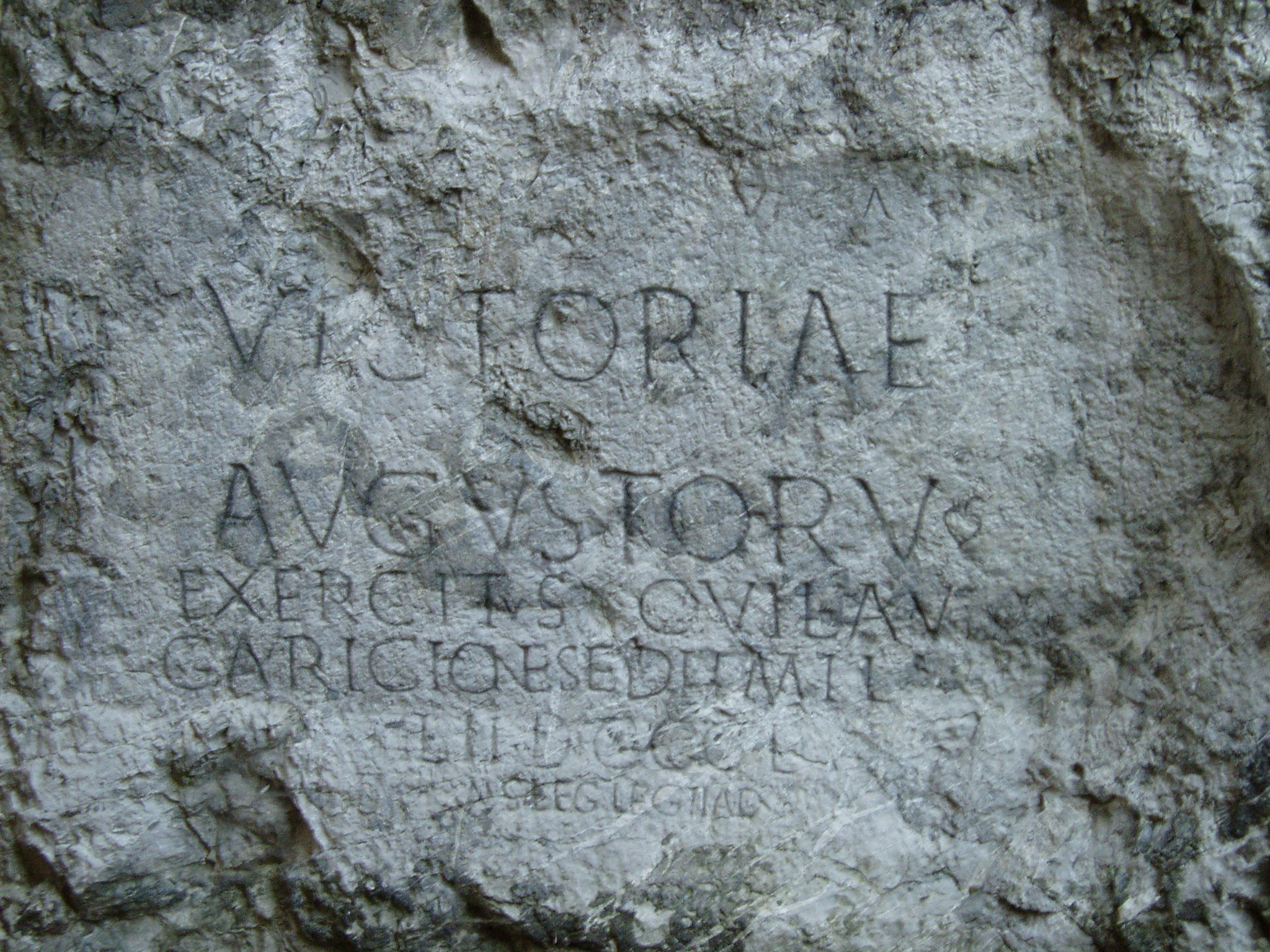
Inscription romaine sur le rocher du château de Trenčín

Marcus Valerius Maximianus est un important général romain de la période des guerres marcomannes sous le règne de Marc Aurèle. Il naît (année inconnue) dans la colonie romaine de Poetovio (Ptuj moderne, en Slovénie), où son père, également appelé Marcus Valerius Maximianus, est censeur et prêtre local. Il est décoré pour ses services dans la guerre des Parthes de Lucius Verus et est nommé par Marc Aurèle pour s'assurer que les armées de Pannonie sont approvisionnées par des bateaux sur le Danube.
Aucun écrivain ancien survivant ne mentionne Marcus Valerius Maximianus, bien qu'il a clairement été une figure militaire importante. Sa carrière ne nous est connue que par des inscriptions, principalement celle dressée par le conseil de la colonie de Diana Veteranorum (Zana) en Numidie lorsqu'il y est gouverneur. L'inscription découverte à Laugaricio (CIL 3, 13439) fournit également des informations :
VICTORIAE

AVGVSTORV(m)

EXERCITUS QVI VBL

GARICIONE SEDIT MIL(ites)

L(egionis) II DCCCLV

(Marcus Valerius) JAMBE MAXIMIEN(atus) JAMBE

(ionis) II AD(iutricis) CVR(avit) F(aciendum)

« A la victoire des empereurs, dédiée par 855 soldats de la Deuxième Légion de l'armée stationnés à Laugaricio. Fait sur ordre de Marcus Valerius Maximianus, légat de la deuxième légion Adiutrix. »

## Biographie
Il est chargé des détachements des flottes prétoriennes de Misène et de Ravenne ainsi que de la cavalerie africaine et maure utilisée pour les missions de reconnaissance en Pannonie. Alors qu'il est en service actif dans la cavalerie, Maximianus tue de sa propre main un chef germanique nommé "Valao, chef des Naristi" et est publiquement loué par l'empereur, qui lui a accordé "le cheval, les décorations et les armes" du chef. Il est nommé préfet de la cavalerie à la lance et dirige la cavalerie lors de l'expédition en Syrie pour réprimer la révolte d'Avidius Cassius en 175. Maximianus est alors nommé procureur de la Mésie inférieure ; en même temps, il reçoit l'ordre de chasser les brigands des confins de la Macédoine et de la Thrace.
Il semble que Maximianus jouit de la confiance de Marc Aurèle, car il est alors successivement procureur de Mésie Supérieure et de Dacie trajane, après quoi il est admis au Sénat avec rang de prétorien. Il commande en tant que légat la première Legio I Adiutrix, puis la Legio II Adiutrix, la Legio V Macedonica, la Legio XIII Gemina et la Legio III Augusta - une série presque sans précédent de commandements légionnaires. Il est responsable des quartiers d'hiver à Laugaricio (Trenčín moderne, en Slovaquie), où la bataille finale de la Seconde Guerre marcommanique a lieu, et est ensuite été décoré pour ses services dans la guerre des Sarmates par l'empereur Commode. Après cela, il gouverne la Numidie. Maximianus est consul vers 186. On ne sait pas quand il est mort.